# Argia tezpi
Argia tezpi là một loài chuồn chuồn kim trong họ Coenagrionidae.
Argia tezpi được Calvert miêu tả khoa học năm 1902.